# Merja Kuusisto
Merja Kuusisto (* 30. Juni 1968 in Laihia als Merja Lahtinen) ist eine ehemalige finnische Skilangläuferin.

## Werdegang
Kuusisto lief ihr erstes von insgesamt 41 Weltcupeinzelrennen im März 1990 in Lahti, das sie auf dem 64. Platz über 5 km Freistil beendete. Im März 1991 wurde sie beim Weltcup in Falun Dritte mit der Staffel und holte in der Saison 1991/92 in Lahti mit dem 11. Platz über 30 km klassisch ihre ersten Weltcuppunkte. Bei den Weltmeisterschaften im Februar 1993 in Falun errang sie den 32. Platz über 30 km Freistil. In der Saison 1993/94 kam sie bei allen neun Teilnahmen im Weltcupeinzel in die Punkteränge und belegte damit den 25. Platz im Gesamtweltcup. Zudem wurde sie in Lahti Dritte mit der Staffel. Beim Saisonhöhepunkt, den Olympischen Winterspielen 1994 in Lillehammer lief sie auf den 16. Platz über 15 km Freistil, auf den 15. Rang über 30 km klassisch und auf den vierten Platz mit der Staffel. In der folgenden Saison holte sie bei allen zehn Weltcupteilnahmen im Einzel Punkte und erreichte mit dem 23. Platz im Gesamtweltcup ihr bestes Gesamtergebnis. Bei den Weltmeisterschaften 1995 in Thunder Bay belegte sie den 29. Platz über 5 km klassisch, den zehnten Rang über 15 km klassisch und den sechsten Platz mit der Staffel. Der zehnte Platz über 15 km klassisch war zugleich ihre beste Einzelplatzierung im Weltcup. Ihr letztes Weltcuprennen absolvierte sie im März 1998 in Lahti, das sie auf dem 41. Platz über 15 km Freistil beendete. Im Jahr 1999 gewann sie den Finlandia-hiihto über 75 km Freistil. Sie ist mit dem ehemaligen Skilangläufer Mika Kuusisto verheiratet.

## Teilnahmen an Weltmeisterschaften und Olympischen Winterspielen

### Olympische Spiele
- 1994 Lillehammer: 4. Platz Staffel, 15. Platz 30 km klassisch, 16. Platz 15 km Freistil

### Nordische Skiweltmeisterschaften
- 1993 Falun: 32. Platz 30 km Freistil
- 1995 Thunder Bay: 6. Platz Staffel, 10. Platz 15 km klassisch, 29. Platz 5 km klassisch

## Platzierungen im Weltcup

### Weltcup-Statistik
Die Tabelle zeigt die erreichten Platzierungen im Einzelnen.
- 1.–3. Platz: Anzahl der Podiumsplatzierungen
- Top 10: Anzahl der Platzierungen unter den ersten zehn
- Punkteränge: Anzahl der Platzierungen innerhalb der Punkteränge
- Starts: Anzahl gelaufener Rennen in der jeweiligen Disziplin
- Hinweis: Bei den Distanzrennen erfolgt die Einordnung gemäß FIS.

| Platzierung         | Distanzrennen a | Distanzrennen a | Distanzrennen a | Distanzrennen a | Distanzrennen a | Skiathlon Verfolgung | Sprint | Etappen- rennen b | Gesamt | Team c | Team c  |
| Platzierung         | ≤ 5 km          | ≤ 10 km         | ≤ 15 km         | ≤ 30 km         | > 30 km         | Skiathlon Verfolgung | Sprint | Etappen- rennen b | Gesamt | Sprint | Staffel |
| ------------------- | --------------- | --------------- | --------------- | --------------- | --------------- | -------------------- | ------ | ----------------- | ------ | ------ | ------- |
| 1. Platz            |                 |                 |                 |                 |                 |                      |        |                   |        |        |         |
| 2. Platz            |                 |                 |                 |                 |                 |                      |        |                   |        |        |         |
| 3. Platz            |                 |                 |                 |                 |                 |                      |        |                   |        |        | 2       |
| Top 10              |                 |                 | 1               |                 |                 |                      |        |                   | 1      |        | 9       |
| Punkteränge         | 8               | 5               | 6               | 4               |                 | 2                    |        |                   | 25     |        | 9       |
| Starts              | 13              | 9               | 12              | 5               |                 | 2                    |        |                   | 41     |        | 9       |
| Stand: Karriereende |                 |                 |                 |                 |                 |                      |        |                   |        |        |         |

### Weltcup-Gesamtplatzierungen
| Saison  | Platz | Punkte |
| ------- | ----- | ------ |
| 1992/93 | 51.   | 12     |
| 1993/94 | 25.   | 95     |
| 1994/95 | 23.   | 146    |
| 1995/96 | 36.   | 38     |